# 武居智久
武居 智久（たけい ともひさ、1957年〈昭和32年〉1月12日 - ）は、日本の海上自衛官。第32代海上幕僚長。長野県出身。

## 略歴
長野県諏訪清陵高校卒業後、防衛大学校（第23期）に入校。1979年（昭和54年）3月、海上自衛隊に入隊。入隊後は主に艦艇や海上幕僚監部で勤務したのち、統合幕僚監部指揮通信システム部長、海上幕僚監部防衛部長、大湊地方総監、横須賀地方総監等の要職を歴任、
2014年（平成26年）10月7日の閣議において、10月14日付をもって第32代海上幕僚長に任命する旨の人事が了承・発令された。在任中に海自艦による米艦防護などを可能とする安全保障関連法が施行されたほか、海洋進出の動きを強める中国を念頭に、フィリピンへの海自航空機の貸与も推進するなど安全保障体制の環境整備に尽力した。2016年（平成28年）11月15日、現役自衛官として初めてレジオンドヌール勲章オフィシエを受章。同年12月16日、次期多用途ヘリの機種選定を巡る不適切な発言により訓戒処分を受け、12月22日付で退職。
2017年（平成29年）4月17日、海自出身者として初めて米海軍大学校の教授に就任。3年間の任期中、海幕長として取り組んだ安全保障面での多国間協力などをテーマに講義を行う予定。米海軍制服組トップのジョン・リチャードソン海軍作戦部長の特別フェローにも就任し、日米安全保障体制などについても助言する。2021年（令和3年）日本国際問題研究所客員研究員。

## 年譜

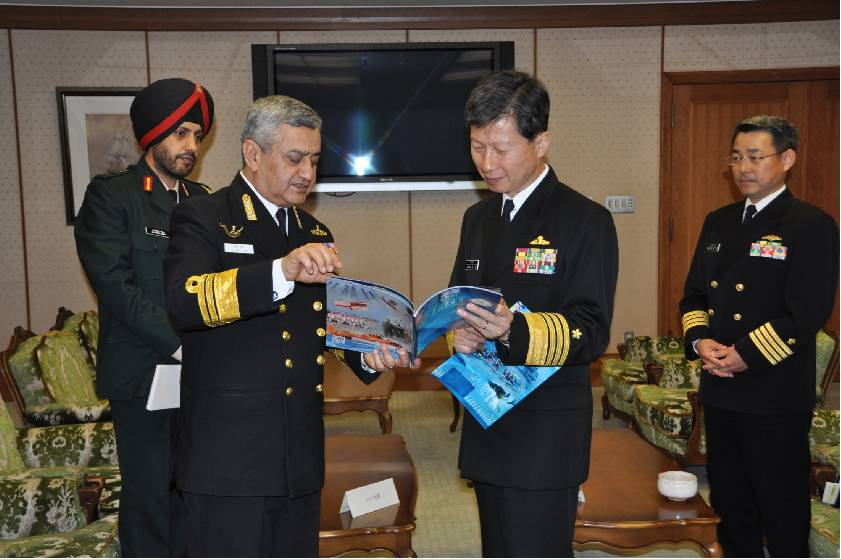
武居智久海上幕僚長（写真右）とインド海軍中将サトシ・ソニ（写真左）。

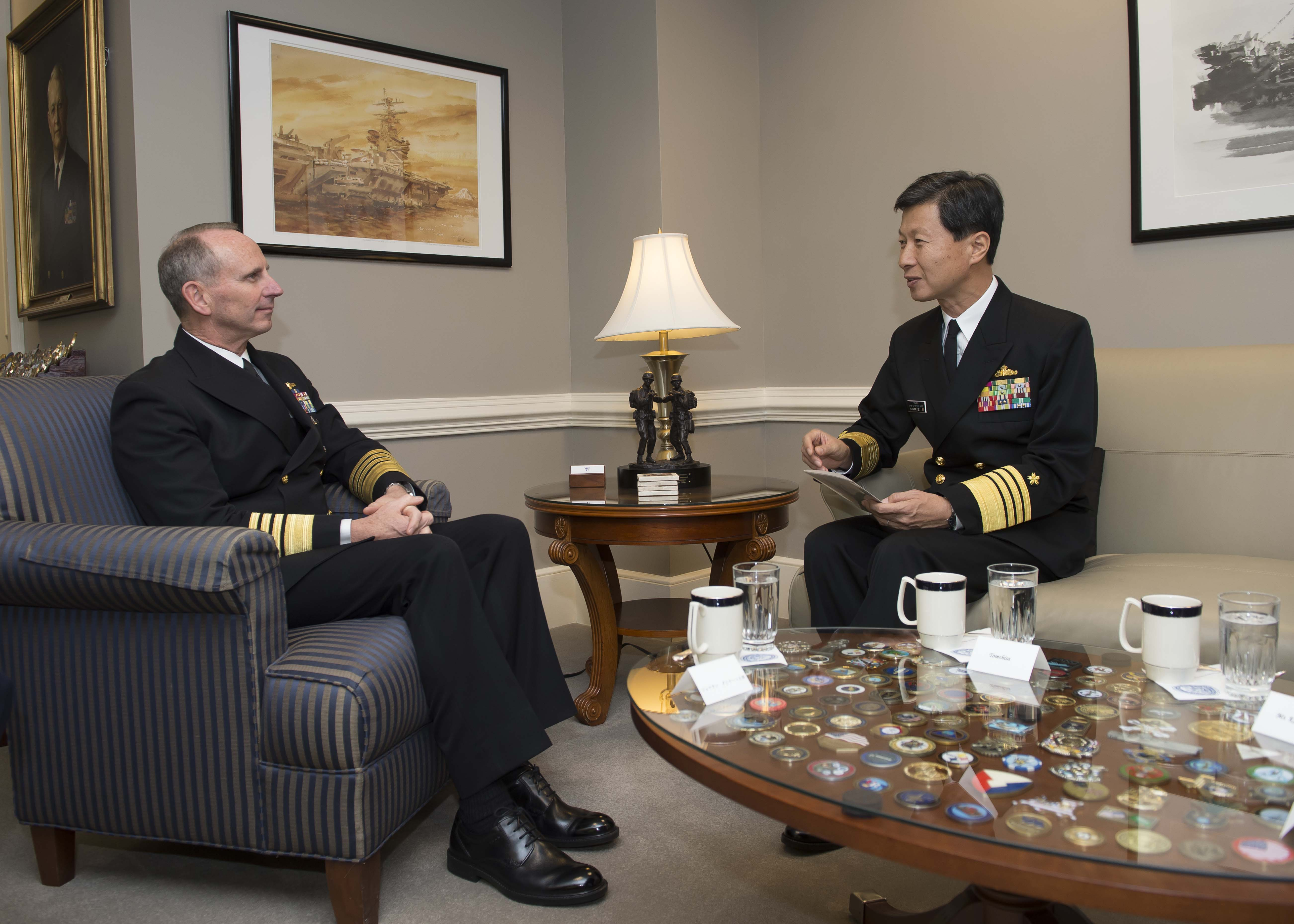
アメリカのジョナサン・グリーナート大将と会談している武居

- 1979年（昭和54年）3月：防衛大学校第23期卒業、海上自衛隊入隊
- 1993年（平成05年）7月：2等海佐
- 1994年（平成06年）3月：護衛艦「あさかぜ」砲雷長兼副長
- 1995年（平成07年）3月：海上幕僚監部防衛部防衛課
- 1997年（平成09年）3月：護衛艦「いしかり」艦長
- 1998年（平成10年）1月：1等海佐に昇任
- 1999年（平成11年）
  - 8月：海上幕僚監部防衛部防衛課
  - 12月10日：海上幕僚監部防衛部防衛課防衛班長
- 2001年（平成13年）4月2日：第1護衛隊司令
- 2002年（平成14年）
  - 9月20日：海上幕僚監部防衛部装備体系課
  - 12月2日：海上幕僚監部防衛部装備体系課長
- 2004年（平成16年）8月30日：海将補に昇任、海上幕僚監部監理部副部長
- 2006年（平成18年）3月27日：統合幕僚監部指揮通信システム部長
- 2007年（平成19年）9月1日：呉地方総監部幕僚長
- 2008年（平成20年）3月24日：海上幕僚監部防衛部長
- 2010年（平成22年）7月26日：海将に昇任、第41代 大湊地方総監に就任
- 2011年（平成23年）8月5日：第36代 海上幕僚副長に就任
- 2012年（平成24年）7月26日：第42代 横須賀地方総監に就任
- 2014年（平成26年）10月14日：第32代 海上幕僚長に就任
- 2016年（平成28年）
  - 11月15日：フランス政府よりレジオンドヌール勲章オフィシエを受章
  - 12月22日：退官
- 2017年（平成29年）4月17日：海軍大学校 (アメリカ合衆国)教授、アメリカ海軍作戦部長特別フェローに就任[6]

## 著作

### 共著
- 『自衛隊最高幹部が語る 令和の国防』 新潮社〈新潮新書〉、2021年
- 『自衛隊最高幹部が語る 台湾有事』 新潮新書、2022年
- 『君たち、中国に勝てるのか　自衛隊最高幹部が語る日米同盟VS.中国』産経セレクト、2023年

各：岩田清文・尾上定正・兼原信克 共著
- 『国防の禁句　防衛「チーム安倍」が封印を解く』産経セレクト、2024年。岩田清文・島田和久 共著

### 訳書
- 『中国の海洋強国戦略　グレーゾーン作戦と展開』五味睦佳監訳、原書房、2020年

アンドリュー・S・エリクソン／ライアン・D・マーティンソン 編。訳者の一員
- トシ・ヨシハラ『中国海軍vs．海上自衛隊　すでに海軍力は逆転している』監訳、ビジネス社、2020年

## 栄典
- レジオン・オブ・メリット・オフィサー - 2011年（平成23年）5月17日
- レジオンドヌール勲章オフィシエ -  2016年（平成28年）11月15日